# Kungsbacka pedagogi
Kungsbacka pedagogi var en skola, pedagogi, i Kungsbacka som verkade från 1856 till 1 juli 1891.
1822 omtalas som en pedagogi men utan beteckning som trivialskola .
1851-1855 omtalas denna skola med åtta elever, 1877 som en två-klassig pedagogi som funnits sedan 1862 och 1888 som en pedagogi med 15 elever .
Pedagogin som aldrig var elementarläroverk och inte blev lägre allmänt läroverk 1879 las ner 1 juli 1891 och efterföljdes inte förrän på 1920-talet av en likartad skola i Kungsbacka.